# SONiC (sistema operativo)
El Software for Open Networking in the Cloud o alternativamente abreviado y estilizado como SONiC, es un sistema operativo de red de código abierto basado en Linux. Fue desarrollado originalmente por Microsoft y el Open Compute Project. En 2022, Microsoft cedió la supervisión del proyecto a la Linux Foundation, que seguirá trabajando con el Open Compute Project para el crecimiento continuo del ecosistema y los desarrolladores. SONiC incluye los componentes de software de red necesarios para un dispositivo L3 y se diseñó para cumplir los requisitos de un nube centro de datos. Permite a los operadores de la nube compartir la misma pila de software a través de hardware de diferentes proveedores de conmutadores y funciona en más de 100 plataformas diferentes. Existen múltiples empresas que ofrecen servicio y soporte empresarial para SONiC, entre ellas Hedgehog y Aviz Networks

## Descripción general
SONiC fue desarrollado y de código abierto por Microsoft en 2016.
El software desacopla el software de red del hardware subyacente y se basa en la Switch Abstraction Interface API. API. Se ejecuta en conmutadores de red y ASICs de múltiples proveedores. Entre las características de red soportadas más destacadas se incluyen Border Gateway Protocol (BGP), Remote direct memory access (RDMA), QoS y varias otras tecnologías Ethernet/IP. Gran parte del soporte de protocolo se proporciona mediante la inclusión de la FRRouting suite de demonios de enrutamiento.
La comunidad SONiC incluye proveedores de la nube, proveedores de servicios y proveedores de silicio y componentes, así como hardware de red OEMs y ODMs. Cuenta con más de 850 miembros. Entre las empresas que utilizan y/o contribuyen a SONiC se encuentran Alibaba Group, xFlow Research, Aviz Networks, Celestica, Arista Networks, Broadcom, Dell, Cisco Systems, Comcast, Hedgehog, Juniperus, Nokia, Nvidia-Mellanox y VMware. SONiC se utiliza en los servicios de red Azure de Microsoft.
El código fuente está licenciado bajo una mezcla de licencias de código abierto que incluyen la GNU General Public License y la Apache License, y está disponible en GitHub.